# Marta Gibert
Marta Gibert és llicenciada en  Física per  la Universitat Autònoma de Barcelona i doctora per l'Institut de Ciència dels Materials de Barcelona l'any 2009. Durant el seu doctorat, va fer pràctiques a FW-Dresden (Alemanya), Universitat de Cambridge (Regne Unit) i Los Alamos National Laboratory (EUA) i també va guanyar el Premi Extraordinari de Doctorat en Física de la Universitat Autònoma de Barcelona (2010) per la seva recerca en la generació de nanoestructures d'òxid autoensamblades induïdes per soca (és a dir, nanofils i nanopunts de CeO 2 ) cultivades mitjançant solucions químiques.
L'any 2010 es va incorporar al grup del Professor Triscone de la Universitat de Ginebra on va centrar la seva recerca en l'estudi de pel·lícules primes i supergeloses a base de niquelat (és a dir, multicapa LaNiO 3 -LaMnO 3 ) primer com a becària postdoctoral i com a professora ajudant a partir de l'any 2013. El 2014, va obtenir una beca de recerca d'excel·lència de la UNIGE i el 2016 se li va concedir el premi IBM-Condensed Matter Physics de la Swiss Physical Society pel seu treball sobre "Un acoblament magnètic únic a les interfícies d'òxid".
De 2018 a 2021 va exercir de professora a l'Institut de Física de la Universitat de Zúric amb una beca de professorat de la Fundació Nacional de Ciència Suïssa (SNSF) que li va permetre formar el seu propi equip per tal de dura terme un projecte de recerca i des del mes de setembre de 2021 és docent i investigadora experta en sistemes d'òxid complexos a l'Institut fúr Festkörperphysik de la TU Wien.